# Kerkenhoek
Kerkenhoek is een voormalige buurtschap in Hertogdom Brabant. Het lag op de plaats waar tegenwoordig het Centrum van Rosmalen ligt.
De buurtschap had verbindingswegen met andere buurtschappen in de buurt zoals Molenhoek, Hintham en Bruggen. Patronen van deze wegen zijn nog steeds in het landschap terug te vinden.
Noord-Brabant: Steden en dorpen      Nederland: Provincies · Gemeenten